# Guanhai Shan
Guanhai Shan (kinesiska: 观海山) är en kulle i Kina. Den ligger i provinsen Shandong, i den östra delen av landet, omkring 300 kilometer öster om provinshuvudstaden Jinan. Toppen på Guanhai Shan är 56 meter över havet.
Runt Guanhai Shan är det mycket tätbefolkat, med 1 692 invånare per kvadratkilometer. Närmaste större samhälle är Qingdao, 4,4 km öster om Guanhai Shan. Runt Guanhai Shan är det i huvudsak tätbebyggt.
Genomsnittlig årsnederbörd är 771 millimeter. Den regnigaste månaden är juli, med i genomsnitt 247 mm nederbörd, och den torraste är januari, med 12 mm nederbörd.